# Nepenthes inermis
Nepenthes inermis är en tvåhjärtbladig växtart som beskrevs av Danser. Nepenthes inermis ingår i släktet Nepenthes och familjen Nepenthaceae. Inga underarter finns listade i Catalogue of Life.

## Bildgalleri

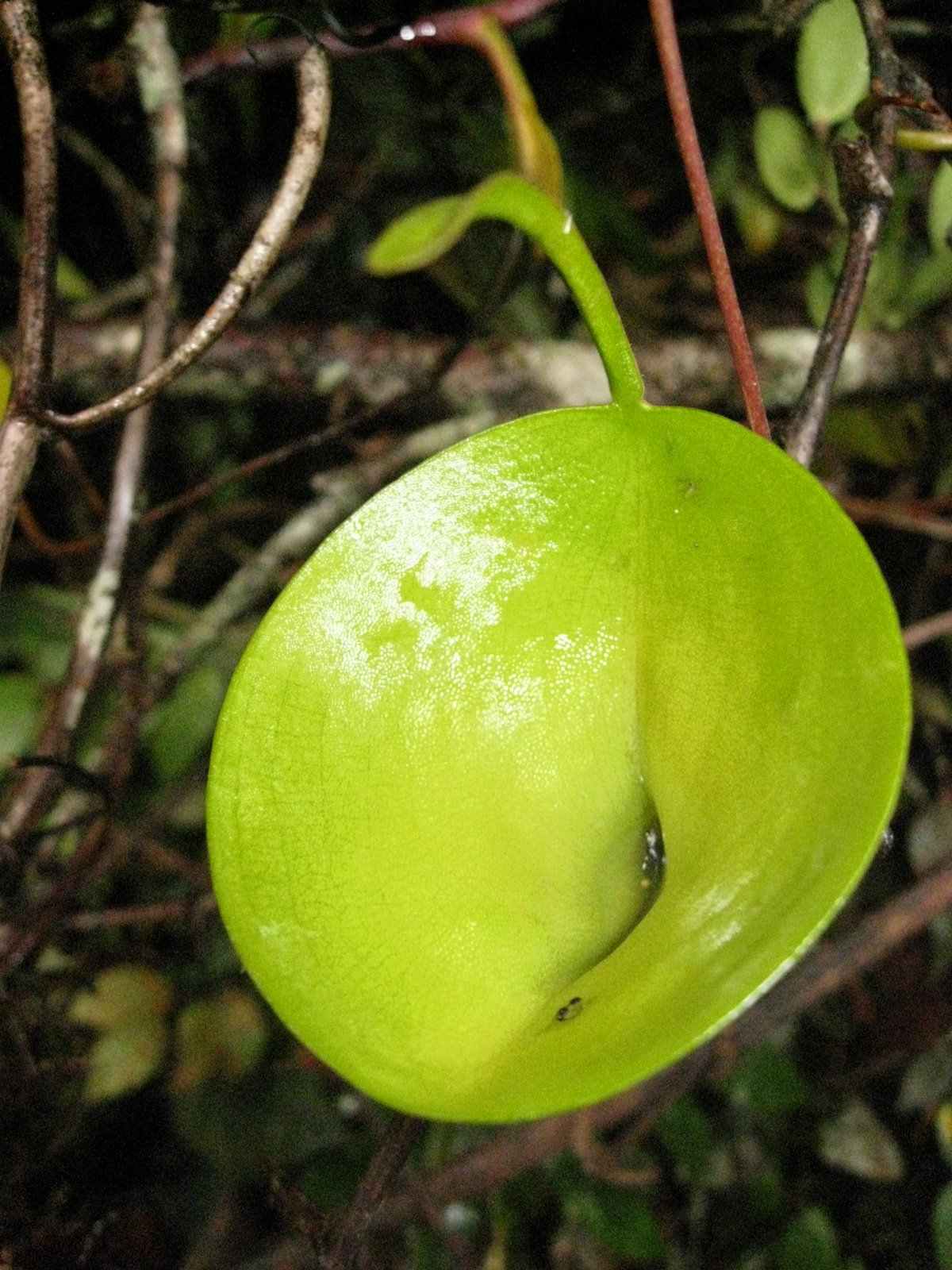
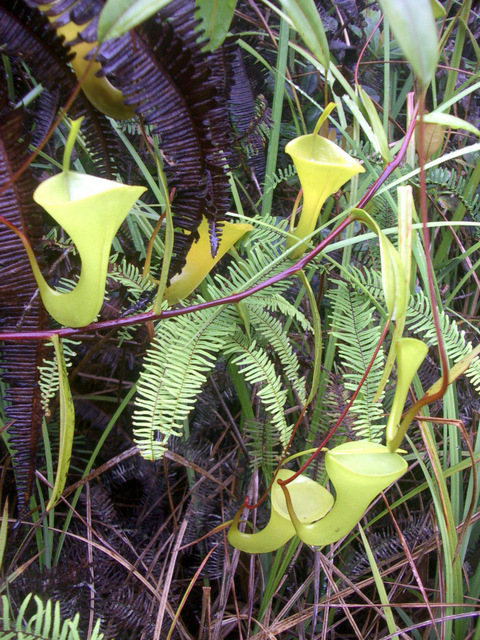
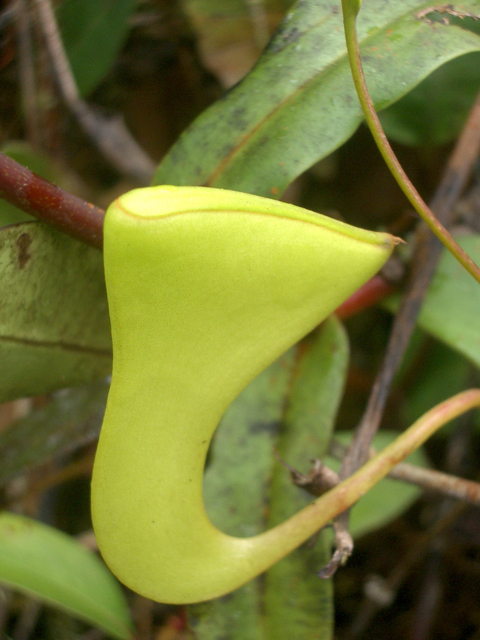
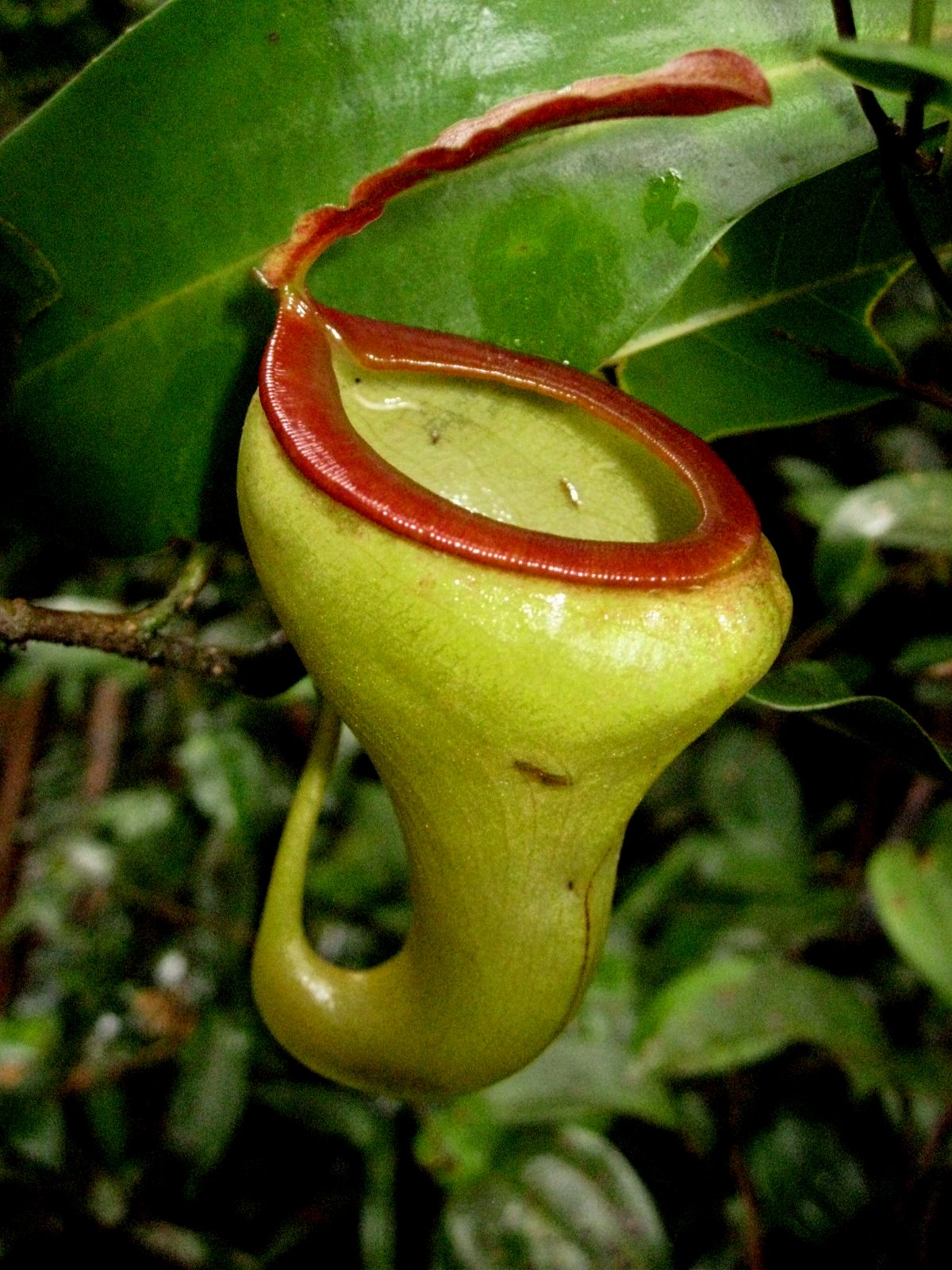
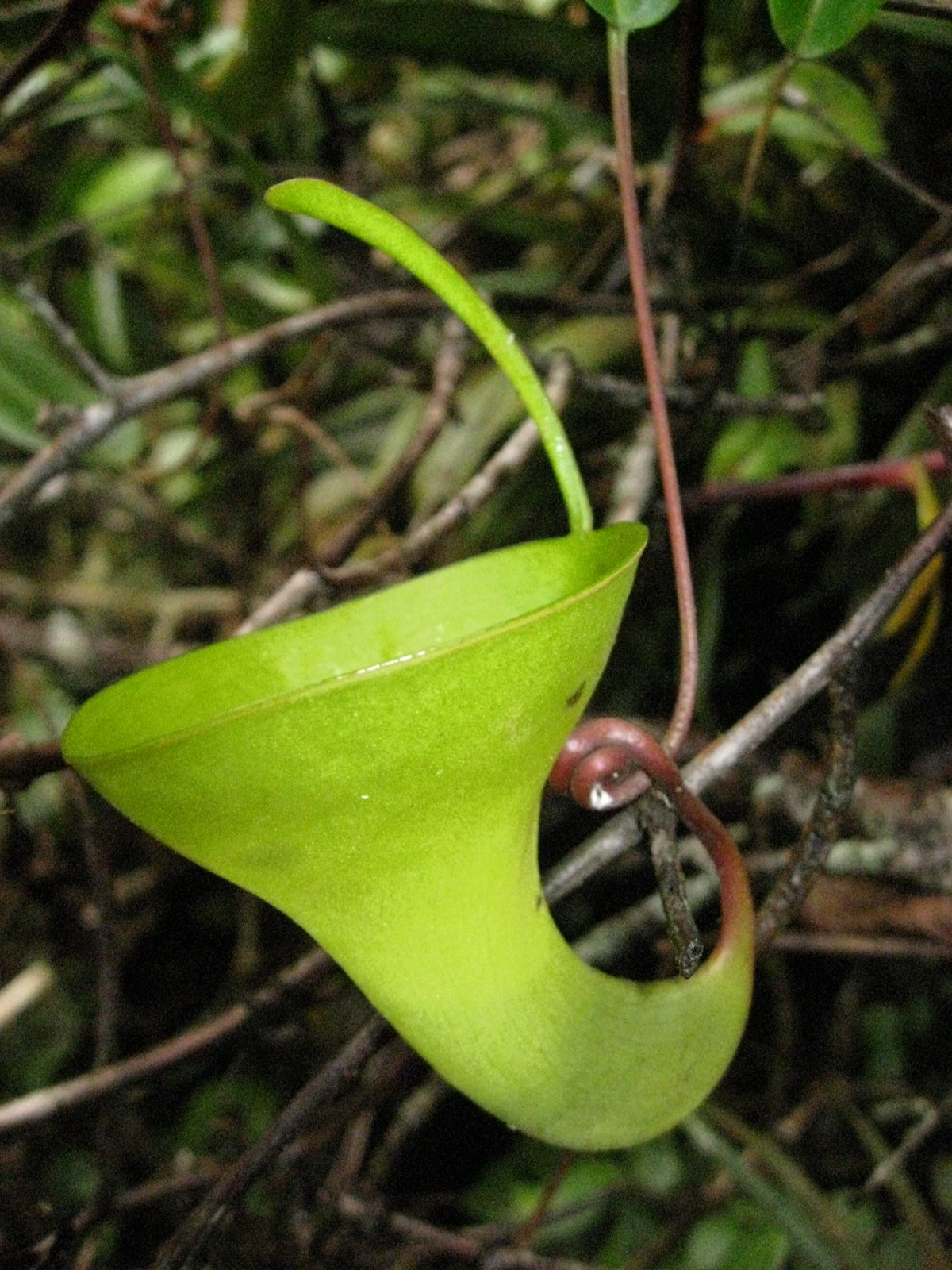
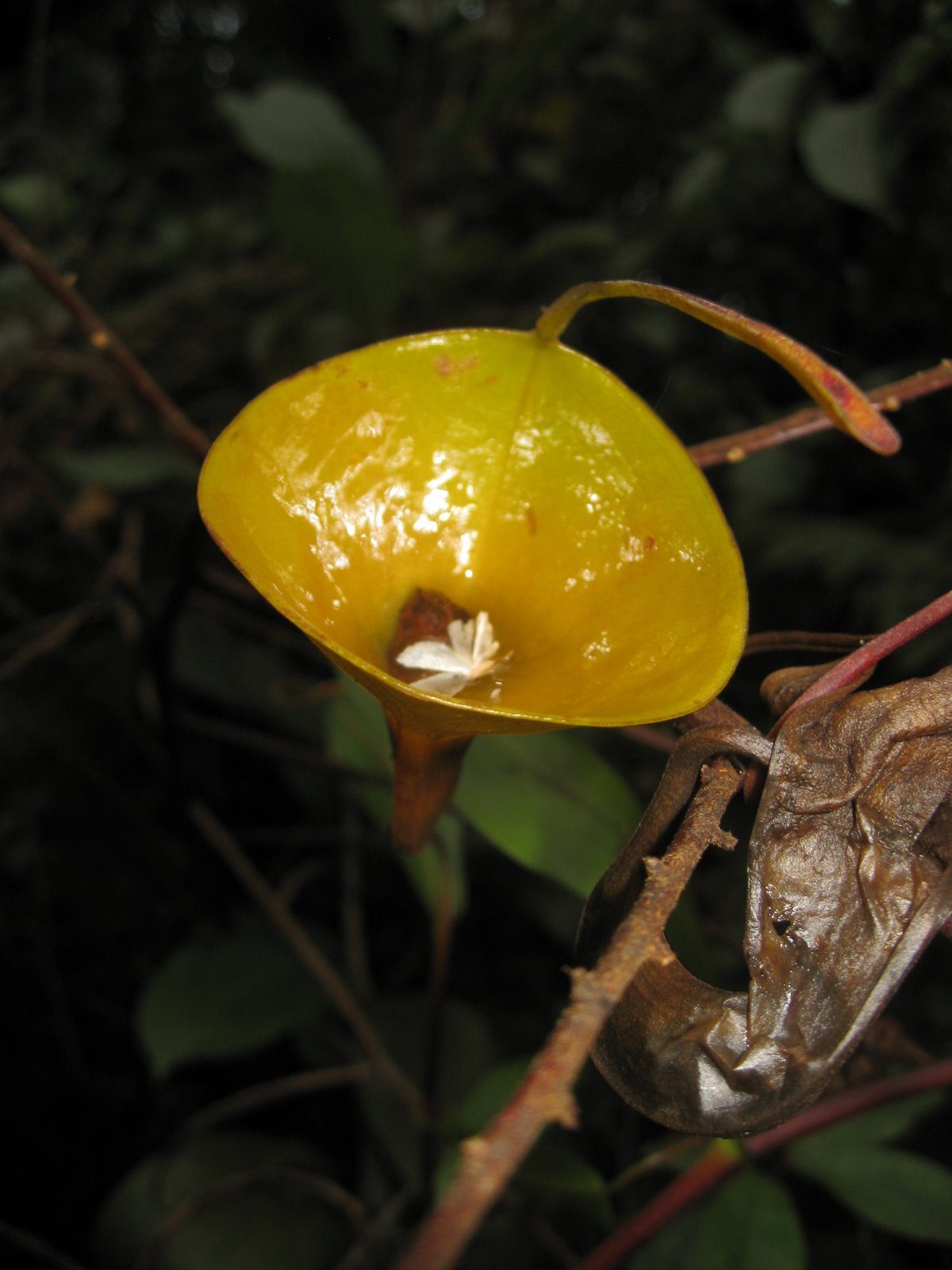